# Мирный (Тбилисский район)
Мирный — посёлок в Тбилисском районе Краснодарского края.
Входит в состав Тбилисского сельского поселения.

## География

### Улицы
- ул. Весёлая
- ул. Восточная
- ул. Зелёная
- ул. Северная
- ул. Центральная

## Население
| 2002 | 2010 |
| ---- | ---- |
| 174  | ↘169 |